# Andrejevka (Miskinói járás)
Andrejevka (orosz betűkkel: Андре́евка, baskír nyelven: Андреевка)) falu Oroszországban, a Baskír Köztársaságban, a Miskinói járásban.

## Népesség
- 2002-ben 39 lakosa volt, melynek 97%-a mari.
- 2010-ben 43 lakosa volt.